# Mariä Heimsuchung (Laubenheim)

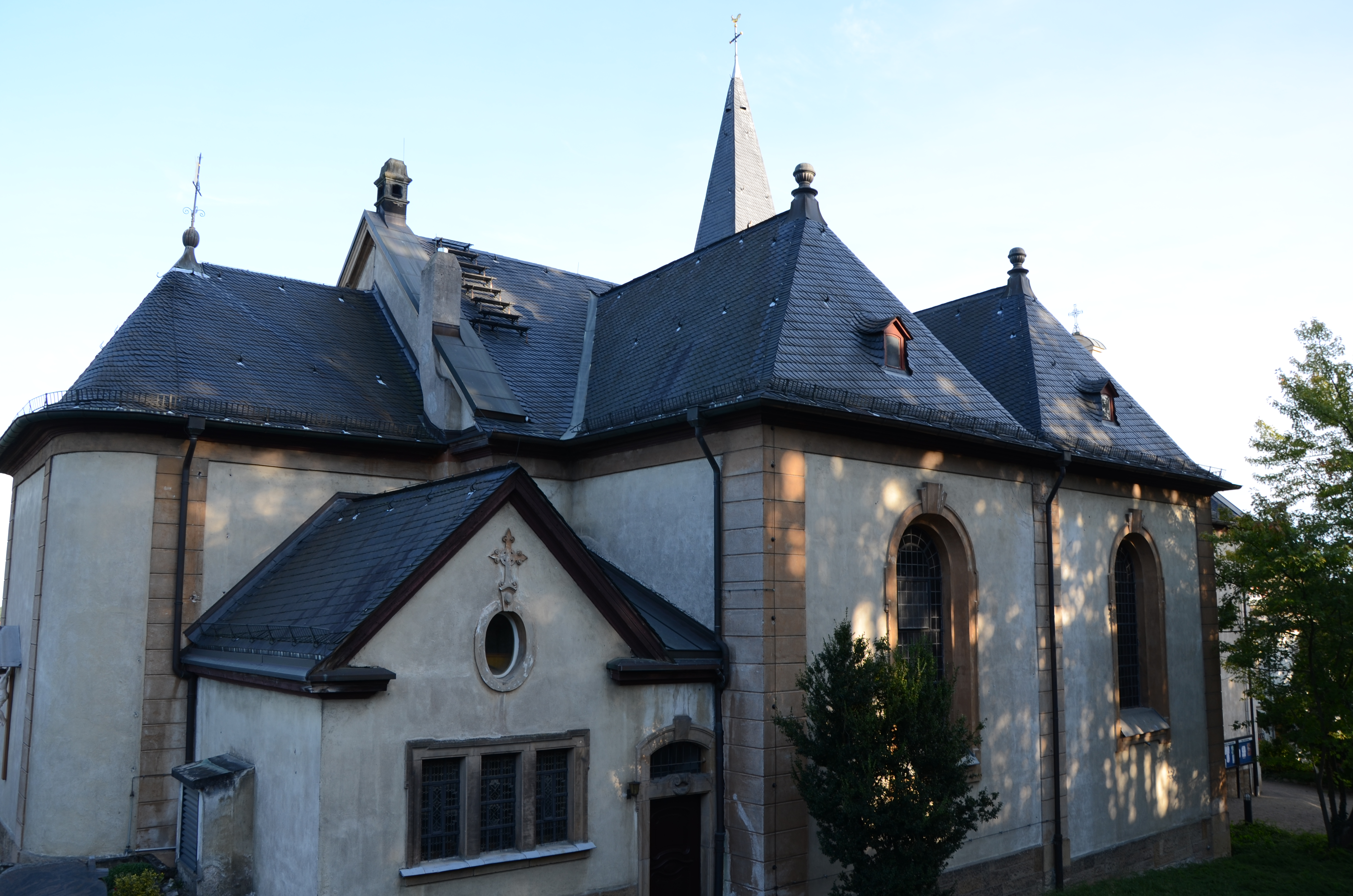
Die Laubenheimer Pfarrkirche Mariä Heimsuchung

Die katholische Pfarrkirche Mariä Heimsuchung ist ein denkmalgeschütztes Kirchengebäude in Laubenheim, einem Stadtteil von Mainz im rheinland-pfälzischen Teil des Bistums Mainz.

## Geschichte

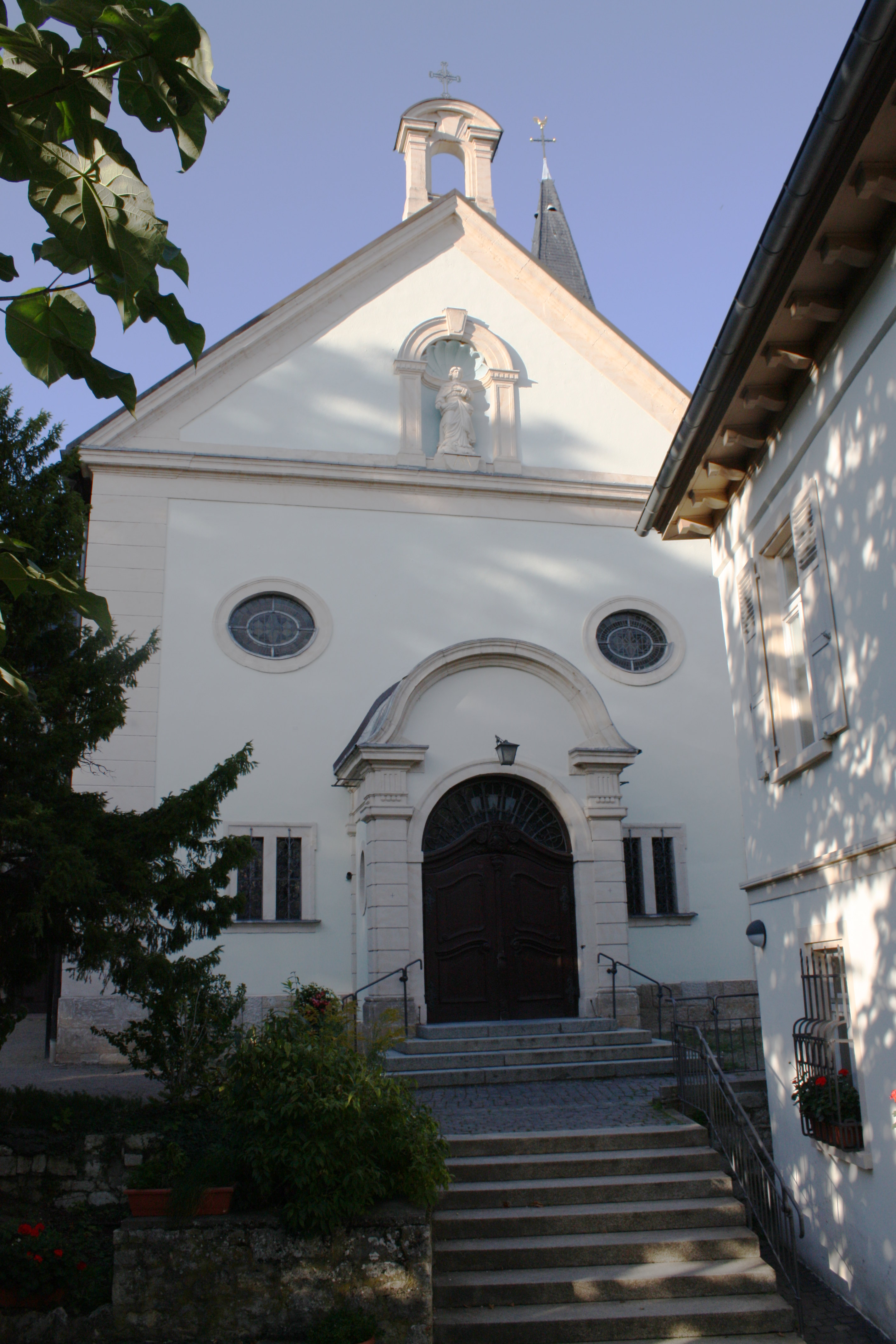
Portal der Kirche, rechts im Bild das Pfarrhaus

Die erste Erwähnung einer Pfarrei bzw. Kirche in Laubenheim findet sich in einem Dokument des Klosters Eberbach aus dem Jahre 1211. Dem Stift St. Viktor vor Mainz südöstlich vor Mainz bei Weisenau stand in dieser Zeit der große Zehnte und das Patronatsrecht an der Kirche zu. Es wird vermutet, dass das Marienpatronat der Kirche dem der Weisenauer Kirche Maria Himmelfahrt entlehnt wurde. Seit 1358 existiert eine eigenständige Pfarrei. Auf dem Mascop’schen Plan der Gemarkung Laubenheim mit Weisenau von 1577 ist die Kirche im Wegekreuz zentral abgebildet.
Das heutige Kirchengebäude geht auf das Jahr 1717 zurück. Pfarrer Franz Friedrich Velten ließ bis 1720 das Langhaus als dreischiffige barocke Halle erweitern. Das Hauptschiff und die Südfassade sind somit die ältesten Teile des Baus. Der ursprüngliche Chorraum blieb von dem Umbau unberührt, wurde jedoch 1907 abgerissen. Am Sonntag, dem 7. Juli 1720, wurde die Kirche geweiht und der Kirchweihtag auf den Sonntag nach Mariä Heimsuchung festgelegt. Damit konnte sich die Pfarrei endgültig von der Weisenauer Gemeinde trennen. In den Jahren 1907/1908 veränderte sich die Kubatur der Laubenheimer Kirche durch den von Ludwig Becker geplanten Anbau von Seitenschiffen und die Vergrößerung des Chorraums. Die Weihe des erweiterten Gotteshauses erfolgte am 14. Juni 1908 durch Bischof Georg Heinrich Maria Kirstein. Im Zuge der Luftangriffe auf Mainz wurde die Kirche am 1. Februar 1945 schwer beschädigt, aber nicht zerstört.

## Beschreibung
Die im Kern barocke Hallenkirche ist an den größten Stellen 39 m lang und 21 m breit. Das Gewölbe im Hauptschiff ist 11,5 m, der Turm 28 m hoch. Die Kirche bietet etwa 400 Sitzplätze.

## Ausstattung
Die Altäre der Kirche stammen aus dem ehemaligen Mainzer Jesuitennoviziat. Der Mainzer Bürgermeister Edmund Gedult von Jungenfeld schenkte dem Laubenheimer Pfarrer Henrich die drei Altäre.